# Cratynius lui
Cratynius lui är en loppart som beskrevs av Gong Zhengda et Lei Yamin 1988. Cratynius lui ingår i släktet Cratynius och familjen smågnagarloppor. Inga underarter finns listade i Catalogue of Life.